# Zweisimmen
Zweisimmen (Bernduits: Zwüsimme) is een gemeente en plaats in Zwitserland. De gemeente telt 2.987 inwoners.

## Omschrijving
Het is het belangrijkste dorp in het Zwitserse Obersimmental en ligt op de driesprong richting Gstaad, Lenk en Spiez. Zweisimmen staat in de zomer en herfst bekend om de mountain bike en wandelmogelijkheden. Het dorp heeft een oude kern. In de winter beschikt Zweisimmen over een eigen skigebied met beperkte mogelijkheden. Vanuit Zweisimmen is het mogelijk per skilift de skigebieden van Saanenmöser, Schönried en St. Stephan te bereiken. Zweisimmen ligt aan de voet van de Rinderberg. Vanuit Zweisimmen is in ca. 20 minuten met een kabelbaan de 2011 meter hoge top van deze berg te bereiken. De zwarte piste, de Ronda, biedt toegang tot St. Stephan. Vanuit het middelstation is het mogelijk om al sleeënd de berg af te dalen. Hetzelfde middelstation biedt faciliteiten om te nachtskiën. Sneeuwkanonnen vergroten de sneeuwzekerheid.
Bovendien zijn er mogelijkheden voor uitstapjes en winterwandelingen in de directe omgeving. Voor uitstappen op grotere afstand is de panoramatrein van de MOB te gebruiken. Zweisimmen ligt op 1 uur autorijden van Bern.

## Geboren
- Elsbeth Pulver (1928-2017), journaliste, literatuurcritica en onderwijzeres